# Ura (langue du Vanuatu)
Ne pas confondre avec l’ura, une langue différente parlée en Papouasie-Nouvelle-Guinée.
Pour les articles homonymes, voir Ura.
L’ura est une langue en danger parlée dans le nord de l’île d’Erromango au Vanuatu. Parlée par environ 500 personnes dans les années 1870, ses locuteurs ont adopté le sie, aujourd’hui la langue majoritaire d’Erromango, à la suite de la dépopulation de l’île causée par des épidémies. En 1999, l’ura n’était plus parlé que par une demi-douzaine de personnes âgées.
Comme toutes les langues autochtones du Vanuatu, l’ura appartient au groupe des langues océaniennes, lui-même une branche de la grande famille des langues austronésiennes.

## Prononciation

### Voyelles
L’ura a cinq voyelles.
|          | Antérieures | Centrale | Postérieures |
| -------- | ----------- | -------- | ------------ |
| Fermées  | /i/         |          | /u/          |
| Moyennes | /e/         |          | /o/          |
| Ouverte  |             | /a/      |              |

Dans les mots de trois syllabes ou plus qui commencent par une voyelle suivie d’une seule consonne, la voyelle initiale peut être supprimée : « rat » peut se dire ulakis aussi bien que lakis.

### Consonnes
|                |                       | Labio-vélaire | Bilabiales | Alvéolaires | Vélaires | Glottale |
| -------------- | --------------------- | ------------- | ---------- | ----------- | -------- | -------- |
| Occlusives     | Sourdes               |               | /p/        | /t/         | /k/      |          |
| Occlusives     | Sonores prénasalisées |               | /ᵐb/       | /ⁿd/        | /ᵑɡ/     |          |
| Fricatives     | Sourdes               |               | /v/        |             | /ɣ/      |          |
| Fricatives     | Sonores               |               | /f/        | /s/         |          | /h/      |
| Nasales        | Nasales               |               | /m/        | /n/         | /ŋ/      |          |
| Latérale       | Latérale              |               |            | /l/         |          |          |
| Roulée         | Roulée                |               |            | /r/         |          |          |
| Semi-consonnes | Semi-consonnes        | /w/           |            | /j/         |          |          |

Les occlusives sonores sont prénasalisées, sauf à l’intérieur d’un mot après une consonne nasale, comme dans nenbar [ˈnenbar] (« silence »). On ne les trouve jamais en fin de mot.

### Accent tonique
L’accent tonique est toujours sur l’avant-dernière syllabe des mots, avec un accent secondaire sur toutes les deux syllabes pour les mots de quatre syllabes ou plus.

## Écriture
L’ura étant une langue de tradition orale, il n’a pas d’écriture propre. L‘orthographe utilisée par les linguistes est basée sur les conventions utilisées pour le sie.
| Lettre        | a   | b    | c   | d    | e   | f   | g   | h   | i   | k   | l   | m   |
| Prononciation | /a/ | /ᵐb/ | /ɣ/ | /ⁿd/ | /e/ | /f/ | /ŋ/ | /h/ | /i/ | /k/ | /l/ | /m/ |
| Lettre        | n   | o    | p   | q    | r   | s   | t   | u   | v   | w   | y   |     |
| Prononciation | /n/ | /o/  | /p/ | /ᵑɡ/ | /r/ | /s/ | /t/ | /u/ | /v/ | /w/ | /j/ |     |

## Grammaire

### Pronoms personnels
Les pronoms personnels n’ont pas de distinction de genre, mais l’ura fait la différence entre le « nous » exclusif et inclusif et entre le singulier et le pluriel.
| Personne | Personne  | Singulier | Pluriel |
| -------- | --------- | --------- | ------- |
| 1re      | Exclusive | yau       | qim     |
| 1re      | Inclusive | —         | qis     |
| 2e       | 2e        | qa        | gimi    |
| 3e       | 3e        | iyi       | leil    |

| Personne | Personne  | Singulier | Pluriel |
| -------- | --------- | --------- | ------- |
| 1re      | Exclusive | ar(y)au   | arkim   |
| 1re      | Inclusive | —         | arkis   |
| 2e       | 2e        | arka      | argimi  |
| 3e       | 3e        | aryi      | ahleil  |